# Javier Villa
Javier Villa (Colunga, 5 oktober 1987) is een Spaans racecoureur. Hij debuteerde in 2011 in het World Touring Car Championship en in 2012 in de NASCAR Whelen Euro Series.
Villa racete van 2004 tot en met 2006 in het Spaanse Formule 3 kampioenschap, waar hij in het seizoen 2005 als vierde finishte namens Racing Engineering. Hij reed van 2006 tot en met 2010 in de GP2 Series voor achtereenvolgens Racing Engineering, Super Nova Racing en Arden International.